# 植田信
植田 信（うえだまこと）は、日本の写真家。1964年生まれ。
数々のアルバムジャケット、DVDパッケージ、ツアーパンフや日立マクセルMD広告MISIA、写真集X『X-ism』、ドラマ「相棒」オフィシャルブック等を手がける。
他、B'z「LIVE GYM #1」ツアーパンフ、ビデオ嵐 (グループ)「スッピンアラシ」、BOØWY『LAST GIGS』初回特典ポストカード、FERNANDES HIDE(X JAPAN)ポスター、De-LAXツアーパンフ、写真集、ハイロウズアルバム『HOTEL TIKI-POTO』等。
また、mack shyder ueda(uedand)、しゃいだ番長(云うだけ番長)として音楽分野でも活躍中。

## 略歴
- 1964年生まれ。
- 1987年 日本大学芸術学部写真学科卒業。
- セブンスタジオ六本木、加藤正憲写真事務所を経て、1989年フリーランスに。